# Anton Ameise
Anton Ameise (Originaltitel: Anthony Ant) ist eine kanadisch-britische Zeichentrickserie, die zwischen 1998 und 1999 produziert wurde. 

## Handlung
Im Reich der Ameisen herrscht große Aufregung als die Zauberkugel der Königin plötzlich verschwunden ist. Wenn sie nicht wieder auftauchen sollte verliert der Großvater seine Stelle. Anton und seine Freunde finden die Kugel in einem alten Wald, wo eine Hexe Rüsselkäfer zaubert, um sie unter das Ameisenvolk zu bringen. Doch dann setzt Anton sich zu Wehr.

## Produktion und Veröffentlichung
Die Serie entstand zwischen 1998 und 1999 in kanadisch-britischer Produktion.
Die deutsche Erstausstrahlung fand am 29. April 2000 im ZDF auf Tabaluga tivi statt. Weitere Ausstrahlungen erfolgten ebenfalls auf KiKA statt.

## Episodenliste
| Folge | deutscher Titel         |
| 1     | Die Zauberkugel         |
| 2     | Die Drachenjagd         |
| 3     | Die Blattlausdiebe      |
| 4     | Der Kochwettstreit      |
| 5     | Prinzessinnen-Tag       |
| 6     | Tanzen verboten!        |
| 7     | Zirkusabenteuer         |
| 8     | Billys großer Tag       |
| 9     | Kevins Club             |
| 10    | Land unter!             |
| 11    | Ein glänzender Fund     |
| 12    | Nashornkäfer in Not     |
| 13    | Das Riesen-Picknick     |
| 14    | Der Grabräuber          |
| 15    | Im Netz der Spinne      |
| 16    | Die Höhlenkinder        |
| 17    | Das falsche Zepter      |
| 18    | Der Hexenkuss           |
| 19    | Das große Rennen        |
| 20    | Die gläserne Falle      |
| 21    | In geheimer Mission     |
| 22    | Die versunkene Stadt    |
| 23    | Der Wüstenheld          |
| 24    | Die geheime Quelle      |
| 25    | Der Piratenschatz       |
| 26    | Ein zuckersüßer Auftrag |